# Conseil frison
Le Conseil frison (frison occidental: Fryske Rie; bas saxon de Frise orientale: Freeske Raad; frison oriental: Fräiske Räid; frison septentrional: Frasche Rädj), ou Conseil interfrison, représente les intérêts de l'ensemble de la Frise vers l'extérieur. Il se compose de représentants des trois conseils frisons locaux (dans la province néerlandaise de Fryslân, dans la Frise orientale de Basse-Saxe ainsi que dans la Frise-du-Nord et à Heligoland dans le Schleswig-Holstein). Il a été fondé en 1930 à Husum et a été reconstitué après la Seconde Guerre mondiale, en 1956, dans le cadre du mouvement d'unification européenne. Depuis 1999, il opère officiellement sous le nom de Interfriesischer Rat e.V..
Le Conseil frison est aujourd'hui le représentant du groupe ethnique frison au sein de l'organe frison du Landtag de Schleswig-Holstein. Il est également représenté au sein de la section néerlandaise du Bureau européen pour les langues moins répandues.

## Histoire

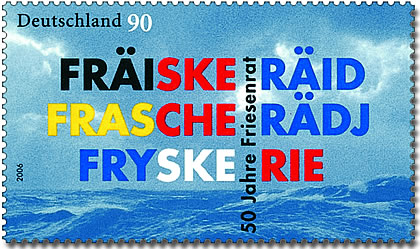
Timbre spécial émis par l'Allemagne en 2006 pour célébrer les 50 ans du Conseil frison.

Les contacts interfrisons, notamment entre les Frisons de l'Ouest et les Frisons du Nord, se sont intensifiés depuis le 19e siècle. En 1925, le premier congrès frison (même s'il n'a été appelé ainsi que plus tard) a eu lieu à Jever et a été organisé par Peter Zylmann. Dans le cadre des manifestations qui ont suivi, le Conseil frison a été planifié à partir de 1928 et finalement fondé en 1930 à Husum.
La relation du Conseil frison avec le national-socialisme était ambivalente. Il se montra tout d'abord apolitique, car il était considéré avec méfiance tant par le gouvernement allemand que par le gouvernement néerlandais. De plus, les nationaux-socialistes craignaient "l'influence de l'Internationale" et s'opposaient aux "congrès internationaux à la manière du judaïsme".
Au plus tard après l'occupation des Pays-Bas par les troupes allemandes en 1940, l'État nazi voulait toutefois utiliser les liens frisons pour rallier les Frisons néerlandais à son idéologie. Dans ce but, de nombreux Frisons de l'Est et quelques Frisons de l'Ouest se sont laissés instrumentaliser. Un mouvement frison (dans son ensemble) n'aurait toutefois pas été dans l'esprit des nationaux-socialistes à long terme.
C'est en particulier aux Frisons néerlandais que l'on doit la refondation du Conseil frison après la Seconde Guerre mondiale, car malgré cela, ils ont à nouveau tendu la main aux Frisons d'Allemagne. Un nouveau congrès frison a eu lieu dès 1952. En 1955, le Manifeste frison fut adopté à Aurich au Upstalsboom, qui mettait désormais le mouvement interfrison en relation avec l'unification européenne. En 1956, le Conseil frison fut finalement refondé à Leer. Les différents conseils frisons ou sections ne se sont parfois enregistrés que bien plus tard en tant qu'associations ou fondations (le Fryske Rie n'a été enregistré qu'en 1981). À l'origine, le Conseil frison était une communauté de travail informelle et ce n'est qu'en 1999 que trois sections se sont officiellement regroupées sous le nom d'Interfriesischer Rat e.V. et sont désormais dotées d'une personnalité juridique propre.
A l'occasion du 50e anniversaire du Friesenrat, la République fédérale d'Allemagne a émis un timbre spécial le 9 février 2006. 

## Sections
Dans ce que l'on appelle les trois Frise, il existe des conseils distincts, dont les structures sont très différentes. La présidence du Conseil frison alterne tous les trois ans entre ces trois sections.

## Manifestations
Tous les trois ans, à la fin d'une période de présidence, le Conseil frison organise ce que l'on appelle le Congrès frison dans l'une des trois provinces de Frise. Un an plus tard, le Conseil organise également le festival culturel Friesen-Droapen à Heligoland, qui attire en moyenne quelque 500 visiteurs. Les réunions des groupes professionnels, auxquelles participent différents groupes tels que les agriculteurs, les femmes rurales, les étudiants, les enseignants et les politiciens locaux, restent des activités régulières importantes du Conseil frison. 

## Drapeau

Drapeau du Conseil frison adopté en 2009.

En juin 2009, le Conseil frison a adopté un drapeau qui doit être considéré comme le drapeau de l'ensemble de la Frise, après que le mouvement indépendantiste Groep fan Auwerk avait déjà présenté un autre drapeau interfrison en 2007 lors de la réunion des Frisons à Heligoland. Le drapeau du Conseil frison présente sur un fond "bleu européen" un anneau basé sur les drapeaux historiques des trois sections, dont les couleurs sont disposées selon la géographie des trois Frises. La référence au drapeau européen doit montrer que les Frisons sont des Européens convaincus, puisqu'ils réclamaient déjà l'unification européenne dans le Manifeste de la Frise de 1955. Le cercle symbolise l'unité des Frisons. Ce projet de drapeau explicitement moderne s'était imposé lors de la procédure de sélection précédente face à des propositions traditionnelles et historiques.